# Oslo ladegård

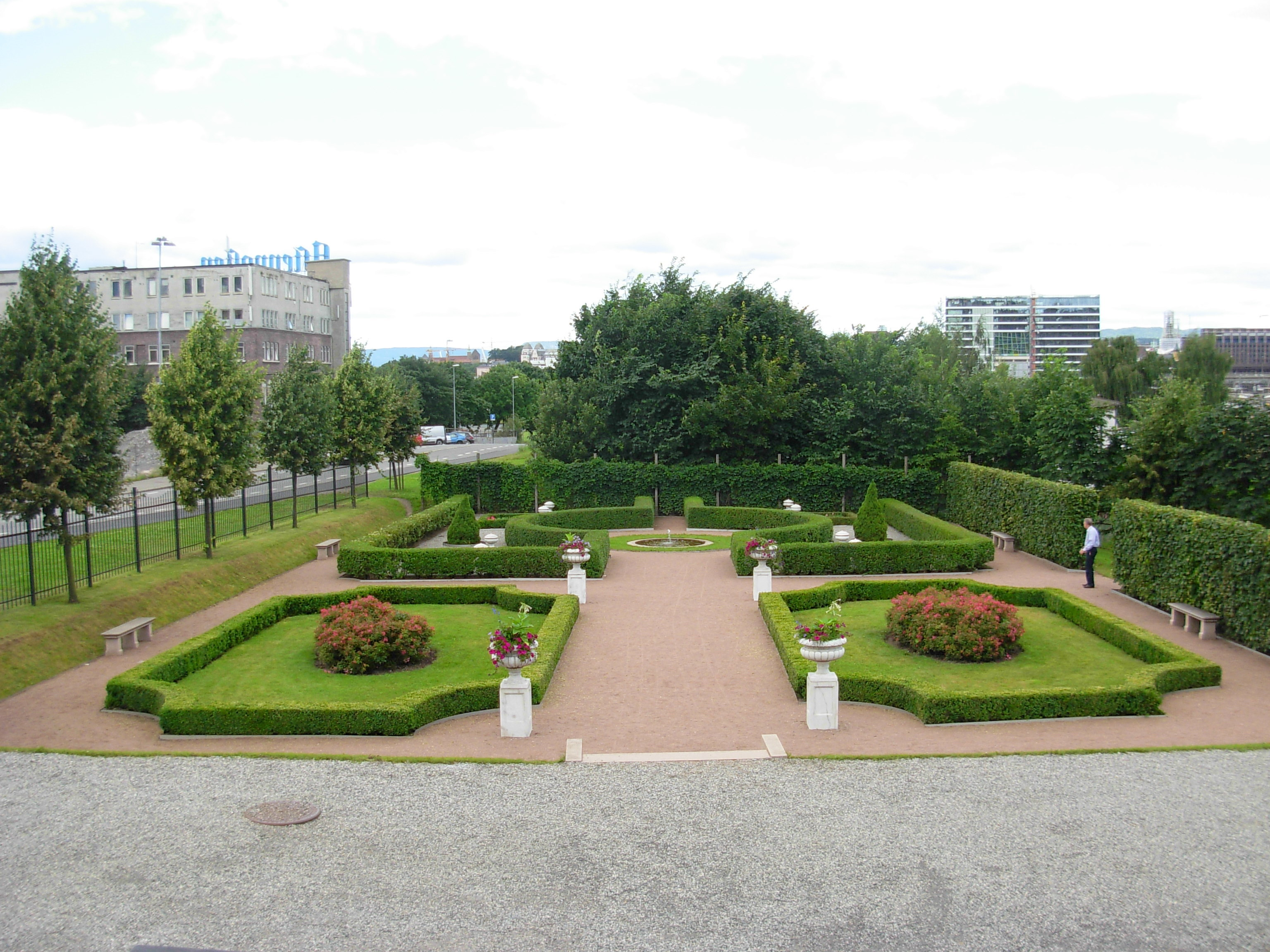
Oslo ladegårds trädgård, 2007

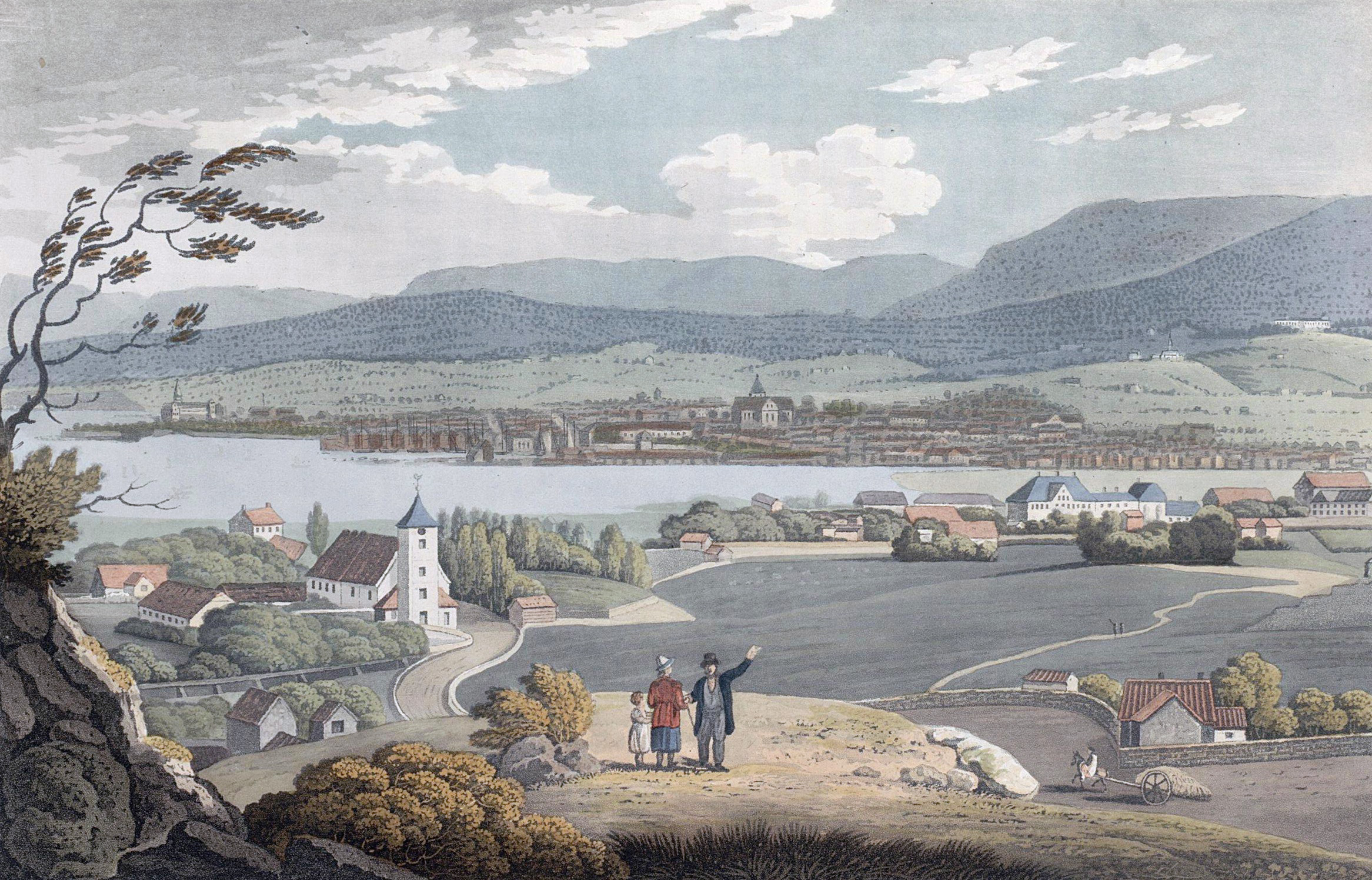
Medeltidsstaden Oslo, omkring 1800, målad av John William Edy (1760–1820). Ladegården syns till höger i bilden.

Oslo ladegård, eller Ladegården, är en byggnad i Gamlebyen i Oslo. Den ligger norr om Oslo torg. Oslo gate löper längs dess östra sida. 
Namnet Ladegården har bakgrund i att det område, som hade utgjort Medeltidsstaden, omvandlades till försörjningsmark ("ladegård") för Akershus fästning efter det att staden Christiania hade anlagts år 1624. Som "ladegård" skulle området vara en del av fästningens försörjning med livsmedel och djurfoder. Detta område kallades senare Sørenga.
Huset uppfördes 1725 på källarmurarna till borgmästaren Christen Mules tidigare gård, där kung Jacob VI av Skottland och prinsessan Anna av Danmark hade gift sig 1589. I källaren finns rester av Oslo bispeborg från 1200-talet. 
Egendomens trädgård, som gick nästan ned till havsstranden vid Bjørvika sent på 1700-talet, rekonstruerades på basis av skisser från 1779 och återöppnades 1999 för allmänheten. Också ett rum från Oslo bispeborg, Bisp Nikolaus kapell, rekonstruerades och förevisas i anknytning till Ladegården. 
Där Oslo ladegård ligger idag, låg på medeltiden Oslo bispeborg, som påbörjades av biskopen Nikolas Arnesson i början av 1200-talet. Biskopsborgen var en av stadens och landsdelens politiska centra, och tillsammans med Hallvardskatedralen utgjorde borgen då stadens obestridda religiösa centrum. Borgen var ganska stor, med höga murar, stenhus och torn, och omgavs av det som idag är Oslo ladegårds trädgård. 
Reformationen 1537 ledde till dramatiska förändringar av olika slag. Alla Norges biskopar avsattes och kyrkans samtliga egendomar drogs in av Kronan. Nästan hela Oslo bispeborg revs, och enbart tornet och stenhuset intill fick stå stå kvar. Dessa användes senare som grundmur för borgmästaren Christen Mules renässanshus, som uppfördes omkring 1579.
Vid stadsbranden i Oslo 1624 brann Oslo ned för sista gången. Kung Kristian IV beslöt då att staden skulle flyttas, och därmed skapades den nya staden Christiania. Medeltidsstadens stadsmark gjordes om till så kallat försörjningsmark, eller "ladegård", för Akershus fästning. Christen Mules renässansgård fanns kvar och blev sommarresidens för den rika familjen Toller. På slutet av 1600-talet ärvde Karen Toller byggnaden, och tillsammans med maken Caspar Herman Hausmann köpte hon senare upp hela ladegårdsgodset, vilket efterhand gjorde att namnet Oslo ladegård knöts till byggnaden.
Oslo ladegård, som huset står idag, är präglat av en stor ombyggnad av Karin Toller 1722. Då sålde hon sitt residens i Christiania och flyttade till den lantliga Ladegården. Karen Tollers ladegård är ett typiskt barockhus med högt, välvt tak och en symmetrisk grundplan. Barockträdgården tar upp husets centralaxel och är utlagd som ett smycke mot Björvika och Christiania. Egendomen tillhörde släkten Toller i 150 år, och den siste ägaren inom denna familj var Karen Tollers barnbarn Caspar Herman Storm. Han hade Ladegården som lantställe och gick i konkurs 1772, varefter Ladegården såldes på tvångsauktion. Ladegårdens sista privata ägare var företagaren Hans Konow (1815–1896).
I början av 1900-talet exproprierades mark av Norges hovedjernbaner, vilket ledde till att stora delar av trädgården försvann. Vid mitten av 1950-talet övertog Oslo kommune huset. Efter renoveringar öppnades Oslo ladegård 1968 som museum och blev representationslokaler för Oslo kommun.
Oslo ladegård är ett byggnadsminne.